# Golda Rosheuvel
Golda Rosheuvel   (Guyana, 2 de maig de 1970) és una actriu i cantant britànica. És coneguda pel seu treball teatral i per diversos papers a la pantalla, sobretot per la seva interpretació de la reina Carlota a la sèrie d'època de Netflix Bridgerton i la seva preqüela Queen Charlotte: A Bridgerton Story (2023).
Rosheuvel va néixer a la Guyana, filla d'un sacerdot anglicà guyanès, Siegfrried Rosheuvel, i una jueva anglesa, Judith Evans. Es va mudar de casa amb freqüència a la Guyana a causa del treball missioner del seu pare, i sovint es quedaven amb tribus indígenes. Quan tenia cinc anys, la seva família es va traslladar amb el germà de la seva mare a Anglaterra abans d'establir-se finalment a Hertfordshire. Té un germà.
Rosheuvel va passar els seus anys d'adolescència fent atletisme amb la intenció de ser un atleta professional. Va fer els 100 metres llisos, llançament de javelina i salt de llargada. Tanmateix, quan va patir una lesió al turmell, es va centrar en el teatre.
Va estudiar per obtenir un diploma en interpretació a l'East Herts College, abans d'estudiar teatre musical al London Studio Centre.